# Carl Rudenschiöld (1795–1864)
Carl Rudenschiöld, född 3 april 1795 på Riseberga, Edsbergs socken, Örebro län, död 2 april 1864 i Gudhems prästgård i Skaraborgs län, var en svensk greve, militär och godsägare.
Han var son till Thure Gabriel Rudenschöld och Christina Hedengren samt bror till Torsten Rudenschöld; från 1826 var han gift med Margareta Charlotta Christina Sofia Adlercreutz. Han blev fanjunkare vid Västgöta regemente 1814 och utnämndes där till fänrik 1815, han blev löjtnant i armén 1818. Han var kapten vid generalstaben 1825 för att 1828 återvända till Västgöta regemente där han fick avsked från sin krigstjänst 1830. Därutöver drev han under några år jordbruket på Gudhammar som han övertagit efter sin far. Samtidigt kom han från mitten av 1820-talet att arrendera Läckö kungsgård där familjen bodde och hans barn föddes.